# Yohana Ewodo
Pour les articles homonymes, voir Ewodo.
Yohana Isabelle Ewodo, née le 21 février 2001 à Montpellier, est une joueuse franco-camerounaise de basket-ball évoluant au poste d'ailier.

## Biographie
Yohana Ewodo est la fille du joueur de basket-ball Narcisse Ewodo et la sœur de la joueuse de basket-ball Marina Ewodo, qui joue pour l'équipe du Cameroun,.

### Carrière en club
Yohana Ewodo évolue dans les sélections nationales françaises de jeunes. Elle est  au Lattes Montpellier de 2012 à 2016, au Pôle France Basket de l'INSEP de 2016 à 2019, au C' Chartres basket féminin de 2019 à 2021 puis rejoint le Tarbes Gespe Bigorre en 2021.

### Carrière internationale
Elle évolue dans les sélections nationales françaises de jeunes. Elle est finaliste de la Coupe du monde féminine de basket-ball des moins de 17 ans 2018 et troisième du Championnat d'Europe féminin de basket-ball des moins de 18 ans en 2019,.